# Frullania riojaneirensis
Frullania riojaneirensis là một loài rêu tản trong họ Jubulaceae. Loài này được (Raddi) Spruce miêu tả khoa học lần đầu tiên năm 1884.